# Nephele viridescens
Nephele viridescens är en fjärilsart som beskrevs av Walker 1856. Nephele viridescens ingår i släktet Nephele och familjen svärmare. Inga underarter finns listade i Catalogue of Life.